# گروبردار (فیلم)
گروبردار یا سمسار (انگلیسی: The Pawnbroker) فیلمی به کارگردانی سیدنی لومت است که در سال ۱۹۶۴ منتشر شد. از بازیگران آن می‌توان به راد استایگر، جرالدین فیتزجرالد، براک پیترس، هایمه سانچز و ریموند سنت ژاکوس اشاره کرد.
این فیلم اولین فیلمِ آمریکایی در مورد هولوکاست است که از منظر یکی از بازماندگان آن روایت می‌شود.
گروبردار در سال ۲۰۰۸ به فهرست ملی ثبت فیلم آمریکا وارد شد.
استایگر با درخشش در این فیلم توانست خرس نقره‌ای برای بهترین بازیگر مرد را از آنِ خود کند و برای دریافت جایزه اسکار بهترین بازیگر نقش اول مرد و جایزهٔ گلدن گلوب نامزد شود.